# 都市対抗野球大会 (青森県勢)
本項は、都市対抗野球大会における青森県勢の戦績についてまとめたものである。

## 概略
- 青森県は東北地区に属しているが、宮城、秋田などの強豪チームの前に東北予選で屈することが多く、本大会に出場したのは第13回大会（1939年）の青森林友1チームだけである。
- その青森林友も本大会1回戦で完封負けを喫しており、青森県勢は本大会で1勝はおろか、1点も挙げていない。

## 通算成績
（第92回大会まで。中止となった第15回大会を除く。以下本項において同じ）
- 延べ出場回数　1回
- 優勝回数　なし
- 準優勝回数　なし
- 通算勝敗　0勝1敗（勝率 .000）

## 出場チームの戦績
| 年     | 回     | 都市・チーム     | 成績      | 試合結果 | 試合結果                  |
| ------ | ------ | ---------------- | --------- | -------- | ------------------------- |
| 1939年 | 第13回 | 青森市・青森林友 | 1回戦敗退 | 1回戦    | ● 0－8 藤倉電線（東京市） |

## 他県勢との対戦成績
| 都道府県 | 試合 | 勝 | 敗 | 分 |
| -------- | ---- | -- | -- | -- |
| 東京都   | 1    | 0  | 1  | 0  |

## 都市別の他都市との対戦成績
（都市名は、最後に対戦した時点での名称を記す。）
- 青森市

| 都市   | 試合 | 勝 | 敗 | 分 |
| ------ | ---- | -- | -- | -- |
| 東京市 | 1    | 0  | 1  | 0  |